# 1-й отдельный женский пехотный батальон имени Эмилии Плятер

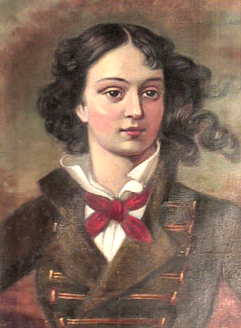
Эмилия Плятер, покровительница батальона

1-й отдельный женский пехотный батальон имени Эмилии Плятер (пол. 1 Samodzielny Batalion Kobiecy im. Emilii Plater) — польский женский пехотный батальон, находившийся в составе 1-й пехотной дивизии имени Тадеуша Костюшко и участвовавший в Великой Отечественной войне. Назван в честь участницы польского восстания Эмилии Плятер, отсюда пошло название девушек, служивших в батальоне — «плятеровки».

## История формирования
Батальон был сформирован 19 августа 1943 года в городе Сельцы Рязанской области РСФСР, где располагались части Войска Польского в СССР. К сентябрю 1943 года в состав батальона входили: школа младших офицеров, 1-я и 2-я рота автоматчиц, 1-й и 2-й отряды противотанковых войск, оснащённых противотанковыми ружьями и винтовками, а также взводы миномётчиков, разведчиков, связистов, врачей, сапёров и снабжающих. По состоянию на 30 сентября 1943 года в батальоне было 740 человек, к 7 апреля 1945 года осталось 533 человека.
1 сентября 1943 года из состава батальона были выведены рота автоматчиц, которая в составе 1-й пехотной дивизии отправилась на фронт (в битве под Ленино несла караульную службу при штабе), санитарный отряд, перешедший в состав санитарного взвода 2-го пехотного полка (эвакуировал раненых), и 2-я рота стрельцов (5 декабря вошла в состав 2-й пехотной дивизии).
9 января 1944 года в связи с реорганизацией Войска Польского батальон был переведён в деревню Лучинка Смоленской области, затем в село Железняк недалеко от Троянова (Житомирская область), в мае 1944 года в Киверцы, а в июле он впервые перешёл польско-советскую границу. 17 июня 1944 года он был включён в состав караульных подразделений тылов армии, 12 октября 1944 года дошёл до Прадзево. После освобождения левобережной Варшавы вошёл одним из первых в город и был зачислен в гарнизон для борьбы с мародёрами и несдавшимися немецкими отрядами. 17 января 1945 года солдаты батальона впервые встали в караул у Могилы Неизвестного солдата в Варшаве.
21 марта 1945 года батальон был переподчинён Генштабу Войска Польского и был разделён на отдельные части, дежурившие в разных частях Варшавы, а 25 мая 1945 года был расформирован. Часть солдат осела в Западной Польше, в Плятеруво.

## Штандарт батальона
В конце 1943 года батальон получил свой уникальный штандарт благодаря старанию Союза польских патриотов.

### Описание штандарта
Штандарт имел размеры 60 на 57 см, был окаймлён жёлтой бахромой с трёх сторон, крепился к древку при помощи красного шёлкового рукава. Древко было покрыто политурой, состояло из двух частей, соединённых при помощи куска арматуры и двух болтов. На вершине древка находился постамент с орлом, на постаменте было написано «Женский батальон имени Эмилии Плятер» (пол. Batalion Kobiecy im. Emilii Plater).
На главной стороне штандарта был изображён красный рыцарский крест на белом поле. В центре креста изображался орёл с лавровым венком, вышитый из жёлтого, белого и коричневого шелков. В верхней части креста была надпись «Честь и отчизна», в остальных частях креста была изображена разделённая на слова надпись «За нашу и вашу свободу», а на белых полях между концами креста были изображены те же самые венки. На оборотной стороне был тот же самый крест, а в центре был изображён портрет Эмилии Плятер. В верхних углах знамени были написаны даты «1831» (год смерти Эмилии Плятер) и «1943.15.VII» (дата начала формирования батальона).

## Командиры батальона
Командиры:

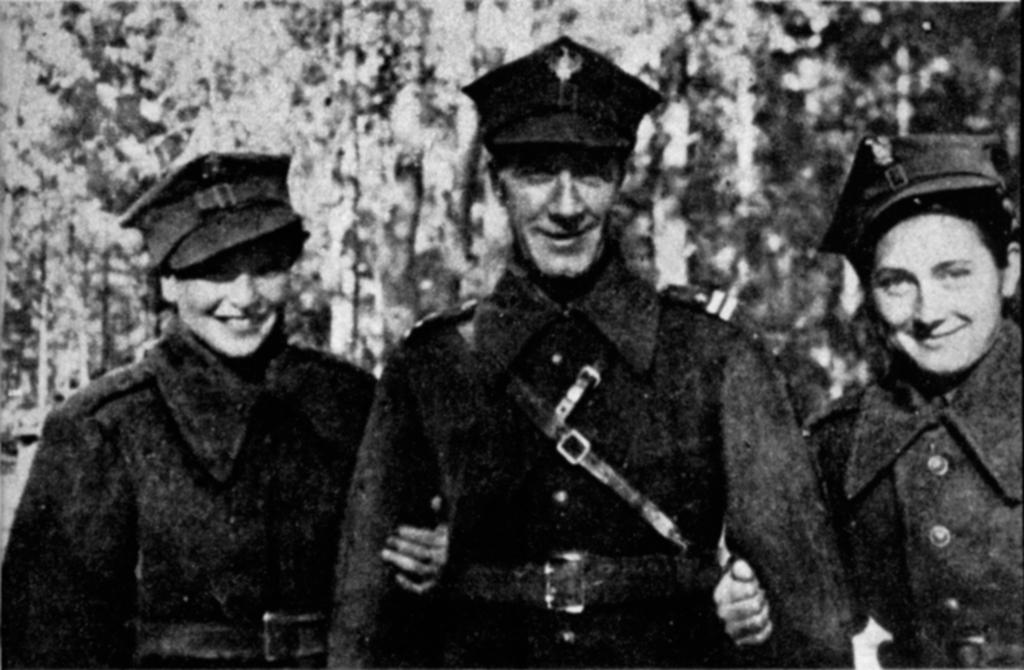
Майор Мариан Чвиклевский и две девушки из батальона (Сельцы, 1943 год)

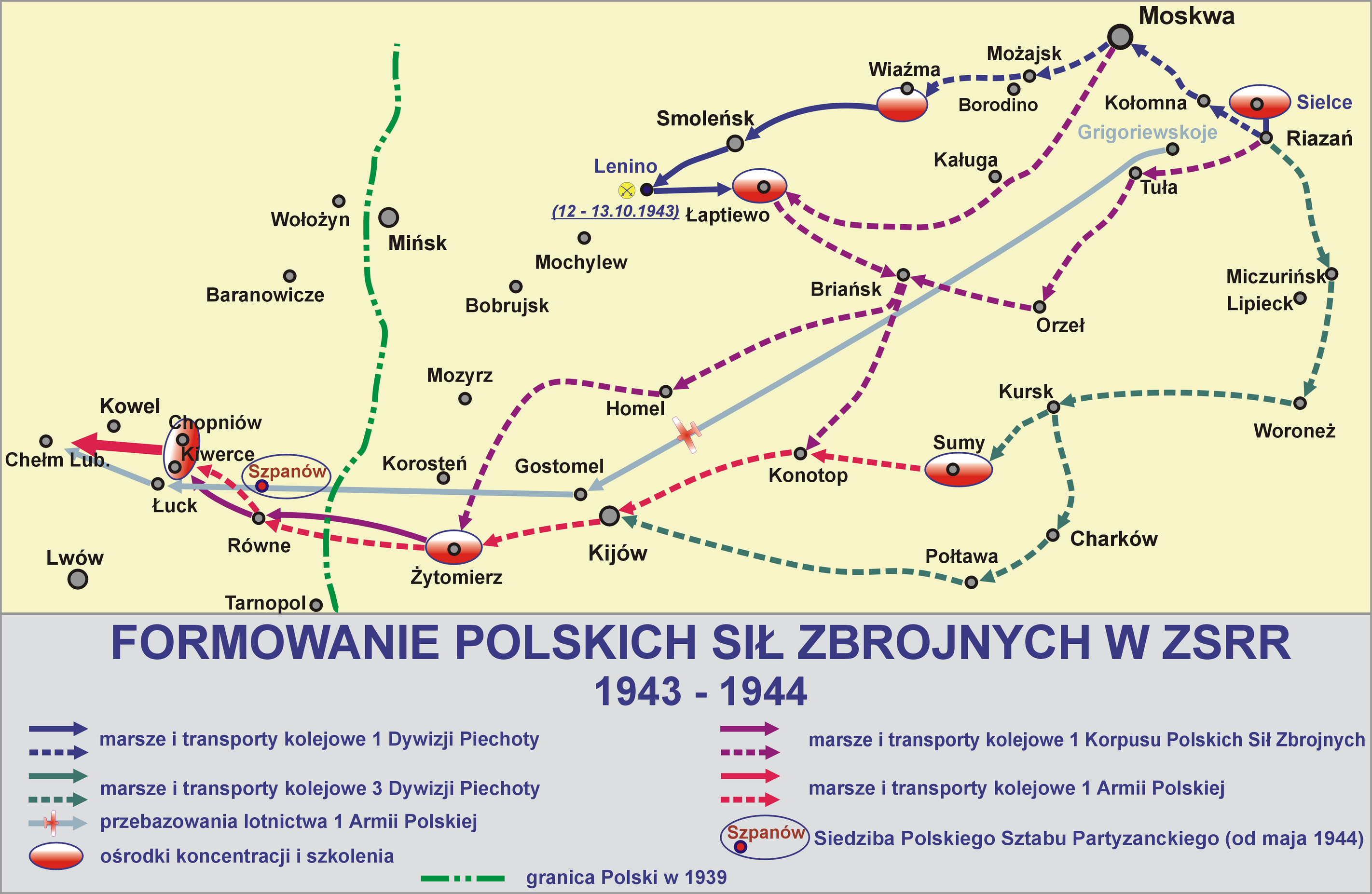
Боевой путь польских войск (путь батальона указан как путь 1-й дивизии и 1-го корпуса)

- поручик Зигмунт Соболевский (1 — 30 июля 1943)
- поручик (затем капитан) Александр Мац (1 августа — 29 декабря 1943, 27 июля — 12 ноября 1944)
- капитан Болеслав Дрож (30 декабря 1943 — 26 июля 1944)
- подполковник Йожеф Ласонь (13 ноября 1944 — 25 мая 1945)

Заместители командира по строевой части:
- поручик Александр Мац (1 — 30 июля 1943)
- поручик Ян Джевицкий (1 августа 1943 — 12 марта 1944)
- поручик Доминик Лисевич (13 марта 1944 — 25 мая 1945)

Заместители командира по политической части:
- поручик Галина Завадзская (16 июня — 23 августа 1943)
- капитан Ирена Штахельская (23 августа — 10 октября 1943)
- капитан Людвика Бибровская (10 октября 1943 — 25 мая 1945)

Начальник штаба
- хорунжий Александр Янковский (1 ноября 1943)

## Отличившиеся военнослужащие
- Анеля Кживонь (рядовая)

Елена Юнкевич (хорунжий)

## В массовой культуре
- О послевоенной жизни девушек и юношей, служивших в батальоне, рассказывает фильм «Девичий заговор».